# Мерелбеке
Мерелбеке (нидерл. Merelbeke) — город и коммуна в Бельгии, в провинции Восточная Фландрия, южный пригород Гента. На 1 января 2018 года общая численность населения была 24 634 человека, плотность населения — 670 чел./км². Общая площадь составляет 36,65 км².
Мерелбеке расположен в часовом поясе Центральной Европы. Население по последним данным составляет — 22 тысячи человек (0,2 % всего населения Бельгии). Официальная валюта — EUR (евро).
В Мерелбеке базируется бельгийский футбольный клуб KFC Merelbeke, основанный в 1942 году. 

## История
Город Мерелбеке имеет историю, уходящую корнями в далекое прошлое. Первые упоминания о нём относятся к 9 веку. В течение многих столетий Мерелбеке был маленькой сельской общиной, главным образом занимающейся сельским хозяйством и ремесленными промыслами.